# Nou PSI
Nou Partit Socialista Italià o Nou PSI és un partit polític italià que es reclama successor de l'antic PSI de Bettino Craxi, i fa una crida a la unitat dels socialistes italians, laics, reformistes, autonomistes i liberals. Fou creat el 19 de gener de 2001 de la unió del Partit Socialista de Gianni de Michelis i de la Lliga Socialista de Bobo Craxi i Claudio Martelli. A les eleccions legislatives italianes de 2001 i 2006 es presentà amb la Casa de les Llibertats. Això ha provocat l'escissió de Bobo Craxi, qui ha fundat I Socialisti Italiani, que s'uniren a l'Unione. El setembre de 2007 es va escindir Gianni de Michelis ha format Costituente Sozialista, que ha marxat cap a la SDI. El secretari és Stefano Caldoro.

## Història
Poc després de constituir-se, es presentà a les eleccions legislatives italianes de 2001 dins la Casa de les Llibertats. Les causes foren la falta de diàleg intern en l'esquerra, l'excessiva litigiositat interna a l'Ulivo i necessitat d'acabar amb la  crisi que corromp l'esquerra per dins. Stefano Caldoro fou nomenat ministre d'universitat i recerca. Obtenen tres diputats (Bobo Carxi i Vincenzo Milioto a Sicília, Chiara Monti a Llombardia) i un senador (Francesco Crinò de Calàbria).
Malgrat tot, mantingueren disputes internes amb la Lliga Nord, i alhora intenta recompondre les disseminades forces socialistes. A les eleccions europees de 2004 fa una proposta a la Sinistra Democràtica, però es presenta amb l'Ulivo amb el Movimento d'Unità Socialista de Claudio Signorile, ‘’Socialistes Units per Europa’’, 2% i 2 eurodiputats (De Michelis i Alessandro Battilocchio). També manté diàleg amb els PLI i PRI, com la proposta de coalició Casa Laica per a les eleccions regionals italianes de 2005.
A les regionals de 2005 es presentà dins la Casa de les Llibertats (llevat Basilicata i Úmbria, on va sol). A Calàbria obté el 5,4%, però la coalició només guanya a 2 regions. Alhora, al govern de Silvio Berlusconi ofereix dos càrrecs a militants seus, Giovanni Ricevuto (viceministre d'educació) i Mauro del Bue (sotsecretari d'infraestructures).
Alhora, apareixen les primeres discrepàncies entre Craxi, que vol deixar la Casa de les Llibertats i buscar una entesa d'esquerres, i de Michelis, que no ho veu viable encara. Participa en la convenció laica socialista radical i liberal de 2005 del que sortirà la coalició Rosa nel Pugno. En el Congrés del Partit el 23 d'octubre de 2005 a la Fiera di Roma es produeix un enfrontament entre les dues tendències i s'imposen les teses de Craxi, que rep suport de Calàbria i el senador Francesco Crinò. Ambdós es proclamen secretaris, però consell nacional diu que pels compromissaris que tenien acreditació venç de Michelis. Craxi presenta un recurs i els tribunals li donen la raó el 26 de desembre de 2005. Això provocarà una escissió el gener de 2006: 
- Craxi abandona la Casa de les Llibertats i decideix donar suport al govern, però no forma part de Rosa nel Pugno, sinó que funda el seu propi moviment, I Socialisti Italiani, que es presentarà autònom dins l'Unione
- De Michelis anuncia que el Nou PSI es manté en la Casa de les Llibertats i que inicia contactes electorals amb la Democràcia Cristiana per les Autonomies de Gianfranco Rotandi.

A les eleccions legislatives italianes de 2006 la llista DC-PSI només obté 285.000 vots (0,7%) a la Cambra dels Diputats i 190.000 al Senat, així com 4 diputats: 2 dins DC-PSI (De Michelis i Mauro del Bue) i dos dins Forza Italia (Chiara Moroni i Giovanni Ricevuto). Aquests dos es van integrar dins el grup parlamentari Forza Italia. El PSI aleshores es declara independent dels pols i en el referèndum constitucional de 2006 sobre la reforma federalista donà llibertat de vot als militants.
L'abril de 2007 Enrico Boselli, secretari de la SDI, llença la idea d'una Constituent Socialista per a crear una nova força política d'inspiració socialdemòcrata per al 23-24 de maig. Novament es mostra una divisió interna entre Stefano Caldoro (que n'és contrari) i De Michelis. Alhora es convoca el Segon Congrés del PSI i Caldoro n'és escollit secretari general. De Michelis, per la seva banda, abandona el partit i aprova la Constituent Liberal Socialista amb el SDI de Boselli i I Socialisti de Craxi, que abandonen la Casa de les Llibertats. Són nomenats president De Michelis i secretari Del Bue, i es transforma en Partito Socialista.
El sector de Stefano Caldoro es presenta a les eleccions legislatives italianes de 2008 amb el Poble de la Llibertat i obté dos diputats.

## Resultats electorals

### Parlament italià
| Any  | Líder              | Vots                 | %                    | Diputats | +/– | Vots                 | %                    | Senadors | +/- |
| ---- | ------------------ | -------------------- | -------------------- | -------- | --- | -------------------- | -------------------- | -------- | --- |
| 2001 | Gianni De Michelis | 353,269 (13è)        | 0.93                 | 3 / 630  | Nou | Dins de CdL          | –                    | 1 / 315  | Nou |
| 2006 | Gianni De Michelis | 285,474 (13è)        | 0.74                 | 4 / 630  | 1   | 190,724 (15è)        | 0.55                 | 0 / 315  | 1   |
| 2008 | Stefano Caldoro    | Dins del PdL         | Dins del PdL         | 2 / 630  | 2   | Dins del PdL         | Dins del PdL         | 0 / 315  | =   |
| 2013 | Stefano Caldoro    | Dins del PdL         | Dins del PdL         | 0 / 630  | 2   | Dins del PdL         | Dins del PdL         | 1 / 315  | 1   |
| 2018 | Stefano Caldoro    | Dins de Forza Italia | Dins de Forza Italia | 1 / 630  | 1   | Dins de Forza Italia | Dins de Forza Italia | 0 / 315  | 1   |
| 2022 | Stefano Caldoro    | Dins de Forza Italia | Dins de Forza Italia | 1 / 400  | =   | Dins de Forza Italia | Dins de Forza Italia | 0 / 200  | =   |

### Parlament Europeu
| Any  | Líder                 | Vots                  | %                     | Escons                | +/–                   | Grup                       |
| ---- | --------------------- | --------------------- | --------------------- | --------------------- | --------------------- | -------------------------- |
| 2004 | Gianni De Michelis    | 664,463 (11è)         | 2.04                  | 2 / 72                | Nou                   | NI (2004-07) PES (2007-09) |
| 2009 | No hi van participar. | No hi van participar. | No hi van participar. | No hi van participar. | No hi van participar. | No hi van participar.      |
| 2014 | No hi van participar. | No hi van participar. | No hi van participar. | No hi van participar. | No hi van participar. | No hi van participar.      |
| 2019 | No hi van participar. | No hi van participar. | No hi van participar. | No hi van participar. | No hi van participar. | No hi van participar.      |
| 2024 | Stefano Caldoro       | Dins de FdI           | Dins de FdI           | 0 / 72                | =                     | -                          |

## Dirigents
- Secretari: Gianni De Michelis (2001–2007), Stefano Caldoro (2007–...)
  - Vice Secretari: Bobo Craxi (2002–2005), Chiara Moroni (2005–2006), Alessandro Battilocchio (2006–2007), Francesco Pizzo (2006–2007), Franco Spedale (2007–...), Franco Caruso (2007–...), Adolfo Collice (2007–...)
  - Portaveu: Claudio Martelli (2001–2002), Bobo Craxi (2002–2005), Chiara Moroni (2005–2006), Mauro Del Bue (2006–2007)
- President: Bobo Craxi (2001–2002), Vincenzo Milioto (2002–2005), Francesco Pizzo (2005–2007), Roberto Scheda (2007–...)